# 松川隆志
松川 隆志（まつかわ たかし、1943年（昭和18年）6月7日 - ）は、日本の官僚。北海道開発事務次官、日本政策投資銀行副総裁、日本酒類販売社長などを務めた。血液型はB型。

## 来歴
都立小山台高校を経て、東京大学法学部第1類（私法コース）卒業後、1966年 大蔵省に入省。入省同期に、中山成彬、武藤敏郎、中島義雄、宗田勝博（関東財務局長）、剣持宣揚、藤井誠人など。大臣官房審議官、国税庁次長等を経て、1995年（平成7年）に北海道開発庁総務監理官に転じ、1997年（平成9年）に北海道開発事務次官に就任。
1998年（平成10年）に退官後は、自動車保険料率算定会副理事長、日本政策投資銀行副総裁を経て、2003年（平成15年）6月日本酒類販売に入社、副社長に就任。2006年（平成18年）から同社社長。2016年（平成28年）から全国卸売酒販組合中央会会長。

## 略歴
- 1965年（昭和40年） 国家公務員採用上級甲種試験（法律）合格
- 1965年（昭和40年） 司法試験第二次試験合格
- 1966年（昭和41年）3月 東京大学法学部第1類（私法コース）卒業
- 1966年（昭和41年）4月 大蔵省入省（国際金融局外資課）
- 1967年（昭和42年）6月 大阪国税局調査部
- 1968年（昭和43年）7月 大臣官房調査企画課
- 1969年（昭和44年）4月 証券局総務課企画係長[3]
- 1971年（昭和46年）7月10日 岩見沢税務署長
- 1972年（昭和47年）7月 経済企画庁総合計画局計画官付（財政金融担当）
- 1973年（昭和48年）7月 外務省研修所
- 1974年（昭和49年）4月 在ブラジル大使館書記官
- 1977年（昭和52年）7月 銀行局特別金融課長補佐
- 1979年（昭和54年）7月 証券局業務課長補佐
- 1981年（昭和56年）7月3日 大臣官房企画官兼証券局総務課
- 1982年（昭和57年）6月11日 近畿財務局理財部長
- 1984年（昭和59年）6月27日 大臣官房参事官兼理財局国有財産総括課[4]
- 1987年（昭和62年）7月1日 証券局流通市場課長
- 1989年（平成元年）6月23日 理財局国債課長
- 1990年（平成2年）6月29日 大臣官房調査企画課長
- 1991年（平成3年）6月11日 名古屋国税局長
- 1992年（平成4年）6月26日 国税庁課税部長
- 1993年（平成5年）6月25日 大臣官房審議官（主税局担当）
- 1994年（平成6年）7月1日 国税庁次長
- 1995年（平成7年）5月26日 大蔵省大臣官房付
- 1995年（平成7年）6月21日 北海道開発庁総務監理官
- 1997年（平成9年）7月8日 北海道開発事務次官
- 1998年（平成10年）6月30日 退官
- 1998年（平成10年）7月 自動車保険料率算定会副理事長
- 2000年（平成12年）6月 日本政策投資銀行副総裁
- 2003年（平成15年）6月 同退任
- 2003年（平成15年）6月 日本酒類販売株式会社取締役副社長
- 2005年（平成17年）6月 日本酒類販売株式会社代表取締役副社長
- 2006年（平成18年）6月 日本酒類販売株式会社代表取締役社長
- 2008年（平成27年）5月 東京都卸売酒販組合理事長[5]
- 2015年（平成27年）11月 瑞宝重光章受章
- 2016年（平成28年）6月22日 全国卸売酒販組合中央会会長[6]
- 2016年（平成28年）6月29日 日本酒類販売株式会社代表取締役会長[7]
- 2020年（令和2年）6月29日 日本酒類販売株式会社取締役相談役[8]
- 2023年（令和5年）6月29日 日本酒類販売株式会社特別顧問[9]

## 著書
- 『新しい証券先物・オプション市場――その理論と実務』（編著、金融財政事情研究会、1990年）
- 『国債――発行・流通の現状と将来の課題』（編著、大蔵財務協会、1990年）